# Новоандрієвське сільське поселення
Новоандрі́євське сільське поселення (рос. Новоандреевское сельское поселение) — муніципальне утворення у складі Сладковського району Тюменської області, Росія.
Адміністративний центр — присілок Новоандрієвка.

## Історія
3 листопада 1923 року була утворена Стрункинська сільська рада. 12 червня 1969 року Стрункинську сільраду перейменовано в Новоандрієвську сільську раду.
2004 року Новоандрієвська сільська рада перетворена в Новоандрієвське сільське поселення. Присілок Шадрінка було ліквідоване 2008 року.

## Населення
Населення — 599 осіб (2020; 639 у 2018, 767 у 2010, 995 у 2002).

## Склад
До складу поселення входять такі населені пункти:
| Населений пункт         | Населення, осіб (2002) | Населення, осіб (2010) |
| ----------------------- | ---------------------- | ---------------------- |
| №44, селище             | 18                     | 14                     |
| Вікуловка, присілок     | 82                     | 35                     |
| Новоандрієвка, присілок | 748                    | 680                    |
| Свердловська, присілок  | 38                     | 5                      |
| Стрункино, присілок     | 86                     | 33                     |
| Шадрінка, присілок      | 23                     | -                      |